# Synthèse sonore
La synthèse sonore est un ensemble de techniques permettant la génération de signaux sonores.

## Applications
Au niveau musical, la synthèse sonore permet des sons intéressants ou agréables à l'oreille. Cela peut se faire en essayant de reproduire des instruments de musique existants, mais aussi en inventant de nouvelles sonorités électroniques. L'exemple le plus évident est le synthétiseur, dont l'histoire est fortement corrélée avec celle de la synthèse sonore.
Au niveau des télécommunications, elle permet de réduire la quantité d’informations lors de la transmission d’un message audio : celui-ci est alors décrit par ses paramètres de synthèse qui sont les seules données transmises, par exemple en synthèse vocale.
Au niveau de la réalité virtuelle et des jeux vidéo, la synthèse sonore permet d’augmenter l'immersion de l’auditeur-acteur en développant les interactions entre l’acteur et son environnement sonore. L'acteur agit de façon directe ou indirecte sur les paramètres de synthèse.

## Classification
L’ensemble des synthèses sonores peut se classer en cinq catégories :

### Synthèse soustractive
La synthèse soustractive s'effectue à partir d'oscillateurs délivrant des formes d'onde brutes continues et riches (dent de scie, rectangulaire, triangulaire) et éventuellement de générateurs de bruits. Ces signaux passent ensuite par au moins un filtre qui retire des harmoniques du signal (d'où le terme « soustractif ») afin de sculpter le son qui sera ensuite amplifié en sortie. C'est le mode de synthèse le plus ancien, également appelé « synthèse analogique », car à l'origine les principaux modules de la chaîne sonore (oscillateurs, filtre, amplificateur) étaient nécessairement des circuits analogiques. De nos jours, même si la synthèse à base de circuits analogiques reste très prisée en raison de la qualité particulière du son, cette chaine de signal en synthèse soustractive peut être réalisée de manière entièrement numérique (voir paragraphe suivant, synthèse par algorithmes abstraits).

### Synthèse par algorithmes abstraits
La synthèse par algorithmes abstraits regroupe les synthèses basées sur l’utilisation de divers algorithmes pour la génération des objets sonores et fait donc appel aux techniques numériques. Elle comprend la synthèse par modulation de fréquence (FM, également possible en analogique mais de manière très limitée), la synthèse soustractive (modélisation analogique), la synthèse par modulation en anneau (également possible avec des modules analogiques), la synthèse par distorsion non linéaire (waveshaping), la synthèse par distorsion de phase, la synthèse par modulation de largeur d'impulsion , etc. L’avantage des synthèses par algorithmes abstraits réside dans les coûts de calculs faibles, dans la possibilité d'utiliser des circuits électroniques simples, dans l'obtention de sonorités très différentes en jouant seulement de quelques paramètres.

### Synthèse basée sur l'échantillonnage
La synthèse basée sur l'échantillonnage regroupe les synthèses traitant des échantillons sonores afin d'en tirer de nouveaux sons. Historiquement, la première forme de synthèse par modification d’enregistrements sonores date des expérimentations de la musique concrète (Pierre Schaeffer) : des bandes sonores magnétiques étaient découpées puis ré-assemblées. Cette catégorie comprend, outre la synthèse sonore par échantillonnage, la synthèse par tables d'ondes, la synthèse granulaire, voire même le turntablism. L’avantage de ce type de synthèse réside dans l’étendue et la richesse des sonorités qu’il est possible de générer.

### Synthèse par modèles de signaux
La synthèse par modèles de signaux regroupe les synthèses basées sur la reproduction des caractéristiques d'une source sonore afin de la reproduire, par exemple en analysant sa décomposition de Fourier afin de la recréer en synthèse sonore additive. Elle présente l’inconvénient de générer un grand nombre de paramètres de synthèse. Toutefois les algorithmes du traitement du signal permettent d’obtenir automatiquement les paramètres de synthèse à partir de sons enregistrés ou en temps réel (algorithmes d’analyse-resynthèse).

### Synthèse par modélisation physique
La synthèse par modélisation physique regroupe les synthèses basées sur la simulation du comportement physique des sources sonores. Elle comprend la synthèse par guide d'ondes, la synthèse modale, la synthèse par résolutions d'équations physiques, la synthèse par assemblage d'éléments physiques élémentaires (masse-ressort du système Cordis Anima). L’avantage de cette catégorie de synthèse réside dans le lien direct entre les paramètres de synthèse et la physique de la source sonore. Toutefois l’implémentation de modèles physiques est souvent gourmande en calculs.

## Outils
Dans les années 1980, les synthétiseurs matériels mettaient le plus souvent en œuvre un seul type de synthèse sonore (le Yamaha DX7 pour la synthèse algorithmique FM, le Kawaï K5 pour la synthèse additive, le Roland Jupiter-8 pour la synthèse soustractive, etc.), ceux combinant plusieurs types de synthèse étant plus rares (Korg DSS-1 avec synthèse soustractive, additive et échantillonnage) et même particulièrement onéreux (NED Synclavier). Actuellement, grâce aux progrès de l'informatique, une grande majorité des synthèses sonores peut être simulée ou reproduite au sein même d'un ordinateur, à prix abordable. Il existe des logiciels « modulaires» qui permettent de combiner librement différents types de synthèse (Max/MSP, Pure Data, Synthedit, Reaktor, Absynth, Csound, SynthMaker, VCV-Rack, etc.).